# Слов'янськ (станція)
Слов'я́нськ — вузлова вантажно-пасажирська залізнична станція Лиманської дирекції Донецької залізниці на перетині чотирьох ліній Лозова — Слов'янськ, Слов'янськ — Лиман, Слов'янськ — Горлівка, Слов'янськ — Слов'янськ-Вітка між станціями Шидловська (12 км), Шпичкине (10 км) та Імені Кожушка О.М. (3 км). Від станції відгалужується залізнична лінія до станції Слов'янськ-Вітка. Розташована в однойменному місті Краматорського району Донецької області.

## Історія
Наприкінці 1869 року (5 січня 1870 року за новим стилем) відбулося урочисте відкриття дільниці казенної Курсько-Харківсько-Азовської залізниці від станції Лозова до станції Костянтинівка.За 4 км від Слов'янська побудували залізничну станцію 2-го класу Слов'янськ та пристанційний селище Новослов'янск. Через високі капітальні витрати на спорудження залізниці жоден підрядник не погоджувався на будівництво міської залізниці оскільки земля у місті була дорогá, а також необхідно було знести ряд будівель. Слов'янська дистанція колії відчувала технічні і матеріальні труднощі при будівництві міської лінії.
У 1887 році на насипу з ракушняка, витягнутого земснарядом з дна річки Торець, була проведена Слов'янська міська залізнична лінія від станції Слов'янськ до станції Слов'янськ-Вітка. Спорудження міської лінії надало новий поштовх у розвитку міста і курорту. У 1892—1894 роках Слов'янська міська залізнична лінія була доведена до курорту і будувалася до содового заводу. Кінцевий пункт міської лінії — платформа Слов'янських мінеральних вод у курортного парку, яка обслуговувала район курорту, який х  1892 року перебуває під державною охороною. 
У 1896 році замість платформи Мінеральні Води побудована станція, яка отримала назву — Рапна.

Історичні світлини станції Слов'янськ
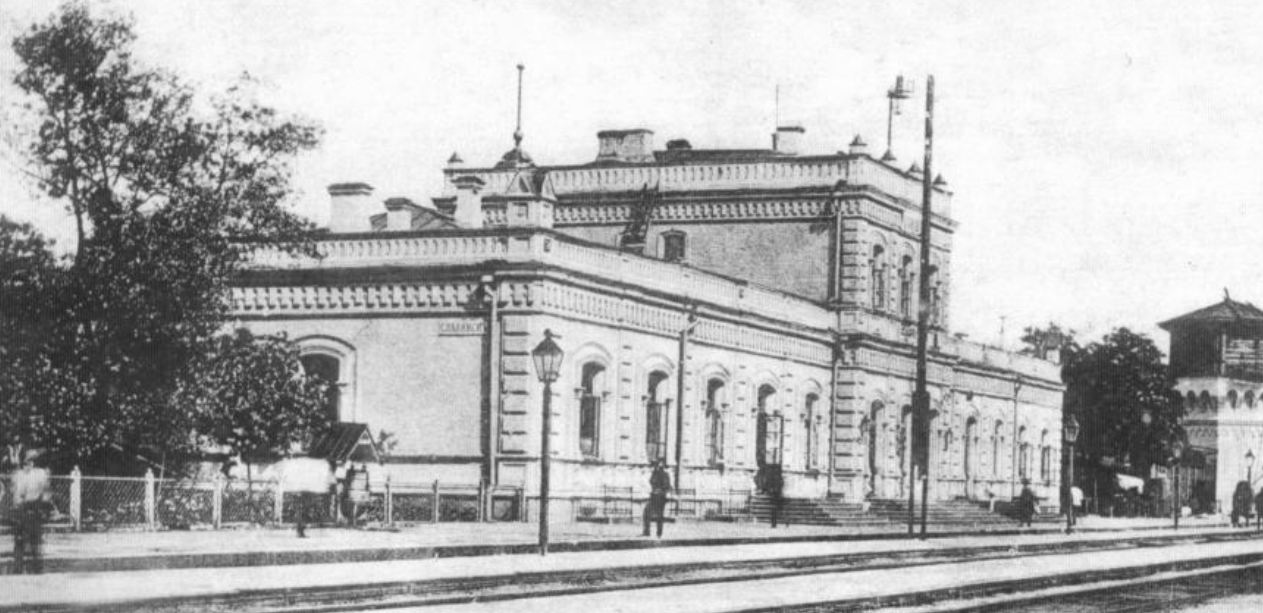
Вокзал станції Слов'янськ Південних залізниць
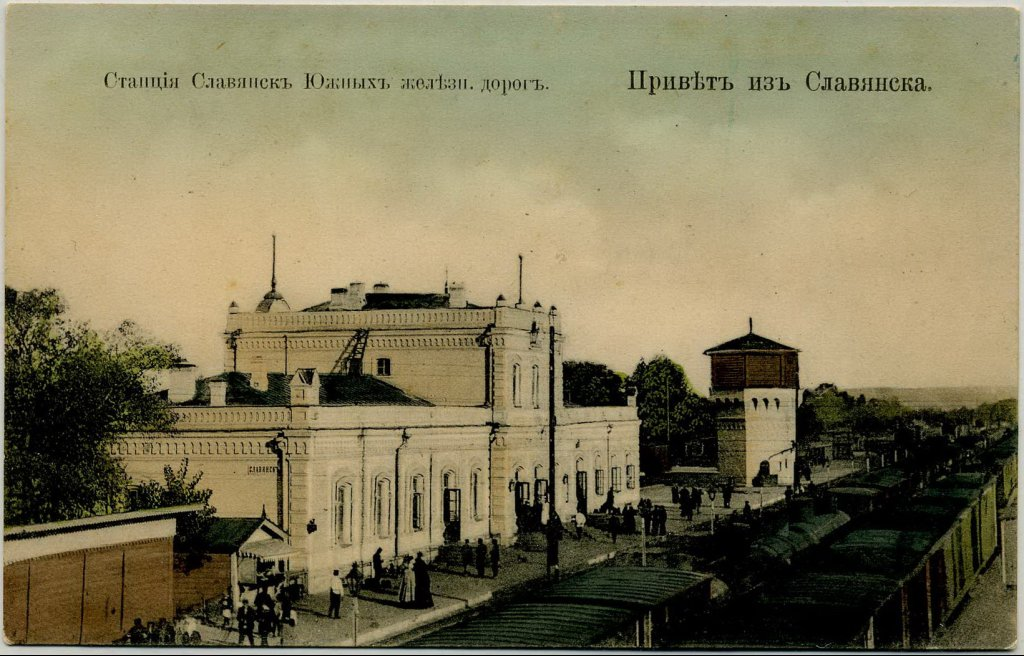
Стара листівка «Привіт зі Слов'янська»
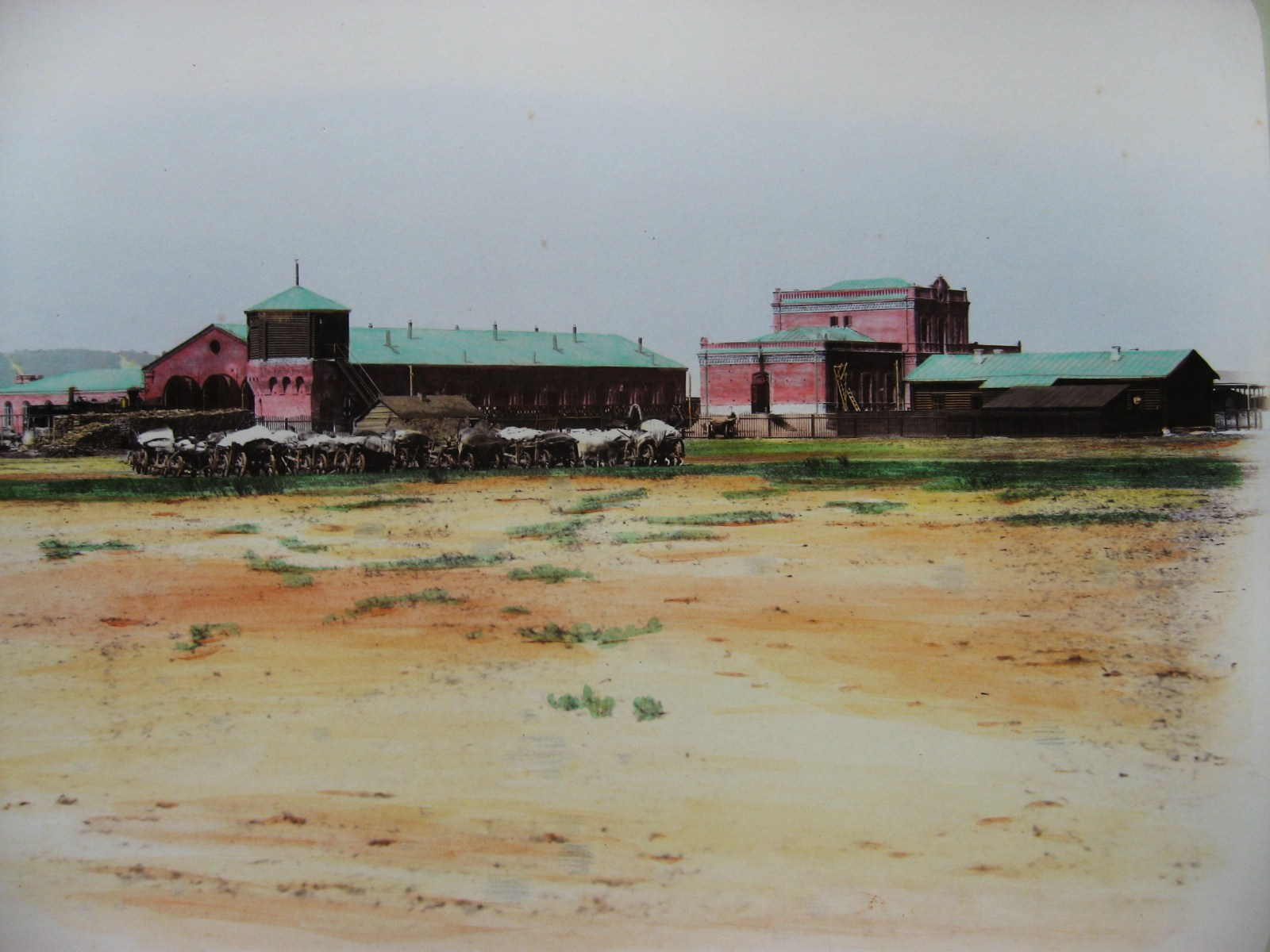
Станція Слов'янськ наприкінці XIX століття

До 1911 року було закінчено будівництво дільниці Лиман — Краматорськ і у безпосередній близькості до Слов'янську на території курорту була відкрита станція Слов'янський Курорт. Згодом від Слов'янська-Курорта (Північно-Донецька залізниця) прокладена  під'їзна колія до содового заводу — вихід на станцію Сіль-Заводи. Так на території Слов'янського курорту утворені дві пасажирські станції — державна Рапна та приватна Слов'янський Курорт.
Перша станція на лінії так і називалася — Слов'янськ-Вітка (знаходилася навпроти сучасного автовокзалу), яка існує і понині, але у дуже зменшеному варіанті — чимало станційних колій розібрані. Між станціями Слов'янськ і Слов'янськ-Вітка була велика промислова зона. Друга станція — Сіль-Заводи, яка розташовувалася на межі між міською та курортної територією (нині — не існує, як і дільниці лінії від району автовокзалу до курорту, залишилися тільки руїни вокзалу). Від району Сіль-Завод залізниця прямувала до цегельного (північний напрямок), содового (східний напрямок) заводам і третьої станції — Рапна. Дільниця Сіль-Завод — Рапна була суцільною промисловою зоною і складами, житлових будинків майже не було. Цією дільницею курсувало кілька поїздів одночасно, їх рухом керував диспетчер на станції Слов'янськ. Спочатку використовувалися ручні стрілочні переводи, потім їх автоматизували.
Пасажирські зупинки на лінії були наступні: перша зупинка називалася Новослов'янська — за назвою залізничного селища. Розташована була в районі переїзду через вулиці Григорія Данилевського (колишня — Димитрова)  і в народі мала назву Будмаш. Місцевість від залізничного вокзалу до району автостанції, якою проходила міська лінія, раніше була місцями заболоченою, проте зустрічалися і житлові будинки. Пізніше виникла промзона і зупинка «Керамічний завод» у Заготзерно, Вічного вогню в районі переїзду через вулицю Свердлова, тому в народі називали зупинку по різному: «Заготзерно», «Вічний вогонь», «Керам». Далі йшла зупинка «Міська» — навпаки нинішньої автостанції (з автовокзалом) і БК ім. Артема. Це вже була територія вантажний станції Слов'янськ-Вітка. Ці зупинки виникли вже за роки радянської влади.
Неподалік від перетину вулиць Залізничної (Юних Комунарів, перша назва — Котлярова, за прізвищем першого поселенця) і Харківської (Шевченко) знаходився павільйон однією з перших дореволюційних зупинок лінії — Котлярова, там і понині існує зупинка громадського транспорту. Після будівництва земством Міського банку у 1903 році земство (магазин № 19) зупинку перенесли на іншу сторону і далі від вокзалу (нині — розташована аптека № 70) і перейменована на вулицю Банківську. За часів радянської влади у павільйоні зупинки був молочний магазин.
Приміський (робочий) поїзд Слов'янськ — Рапна тривалий час залишався єдиним транспортом між містом і станцією Слов'янськ. Він складався з 3-7 дерев'яних пасажирських вагонів зеленого кольору під паровозом СУ або, рідше, під паровозом Ов. Від станції Слов'янськ перший поїзд вирушав о 04:30, з Рапної — о 05:12, завжди був заповненим пасажирами, що поспішали на роботу. За переказами, вагони були обліплені людьми, їздили навіть на сходинках вагонів. Вдень поїзд міською лінією курсував з інтервалом 1-2 години. У вихідні дні призначалася додаткова пара приміських поїздів до Сіль-Заводу. Вартість проїзду в поїзді коливалася в межах 5-7 копійок.
Під час Другої світової війни від станції Слов'янськ до станції Слов'янськ-Курорт пролягала вузькоколійна залізниця, трасу якої нині повністю повторює тролейбусний маршрут № 2. Ця вузькоколійка використовувалася як основна комунікація вермахту в Слов'янську і на Слов'янськ-Курорт під час боїв у 1942—1943 роках. Прямих підтверджень такої думки в письмових джерелах досі не знайдено, однак є дані про те, що епізодичне пасажирське сполучення на гілці існувало і під час окупації. На початку липня 1943 року, перед Ізюм-Барвінківською наступальною операцією радянських військ, міська управа за наказом німецького командування відправила робочих міста безкоштовним поїздом на Слов'янський Курорт, де на той час залишався лише парк. Поїзд відправлявся зі станції Слов'янськ о 09:00, а повертався зворотно о 18:00.
По закінченню війни відновлено регулярний рух поїздів гілкою після її невеликого оновлення (необхідно було замінити стрілочний перевод на станцію Рапна) у червні 1945 року, причому Гілка працювала і вночі: на літній період було призначено 8 рейсів на добу. Від станції Слов'янськ поїзд вирушав о 01:10, 04:12, 06:10, 08:10, 13:26, 15:25, 18:00, 22:00, з Рапної — о 00:07, 02:12, 05:07, 07:07, 09:05, 14:22, 16:51 та 20:02. Поїзд був узгоджений з поїздами Слов'янськ — Сталіно, Язикове — Краматорськ, Москва — Тбілісі та іншими кавказького напрямку. Поїзди кілька місяців не зупинялися на платформі Банковій, в результаті чого була зруйнована і не відновлена до відкриття руху через неузгоджені дії відомств через те, що за планом реконструкції міста Гілки не повинно було бути. Пасажири до/з центру на той час були змушені йти або на зупинку «Міська», або на «Шнурківську».
Влітку 1950 року, до Дня залізничника, закінчилося будівництво павільйону вокзалу станції Рапна. Новий вокзал, крім літніх павільйонів, розташованих з боків, мав зимовий зал чекання, квиткову касу, кімнати для агентів курорту, працівників станції.
У 1950—1960-х роках в районі Сіль-Заводу почали провалюватися будівлі та прибудови. Існують дані про те, що у 1950-х роках під землю пішов будинок з живністю. Правда, подібне траплялося і раніше: вважається, що озеро Рапне утворилося ще за Петра I в результаті догляду одного з соледобувного заводу під землю (говорили, що земля «репнула» і в ті часи можна було пірнути і дістатися до заводської труби), а Вейсове — в результаті провалу з подальшим просіданням ґрунту. Крім того, у 1964 році в Слов'янську стався сильний повінь через прорив греблі на річці Торець. Були підтоплені і частково зруйновані житло, дороги, найбільше постраждали район Машчермету, Колонтаївки. Було підтоплено 12 підприємств, в районі селища Коксохіммаш зруйнована лікарня, а в районі новосодового заводу — затоплений магазин № 2. Тоді з резерву Ради Міністрів СРСР на ліквідацію наслідків повені було виділено 600 000 карбованців. Для розслідування причин провалів будівель в місті працювала комісія зі столиці. Було вирішено, що провали в підземні пустоти утворилися через тріщини в земній корі, що утворилися в результаті коливань від проходження потягів. Тріщини ж пов'язували з виникненням порожнин, що виникли в результаті відбору рапи, а також з наявністю під містом підземної річки і озера. Тому, у 1964 році було вирішено припинити залізничне сполучення на північ від станції Слов'янськ-Вітка. Відразу ж був скорочений маршрут приміського поїзда до цієї станції, а залізничні колії від Слов'янськ-Вітки до Сіль-Заводів і Рапної виявилися покинутими і частково демонтованими. Територію станції Слов'янськ-Вітка набагато зменшили, а відповідна промислова зона в районі автовокзалу (толевий завод) була ліквідована і на її місці розбитий сквер, хоча формально Слов'янськ-Вітка існує і понині та внесена до бази даних залізниці.
У 1952 році відкритий новий вокзал, побудований за проєктом архітектора Н. Варакіна.
На початку 1966 року виконкомом Донецької обласної ради було прийнято рішення про знесення лінії від станції Слов'янськ-Вітка до станції соледобувного заводу. До цього часу вже існувало автобусне сполучення з містом і станцією Слов'янськ, але замість Гілки на майбутнє запланували спорудження тролейбусної лінії. До 1970 року на північ від станції Слов'янськ-Вітка припинена вантажна робота.

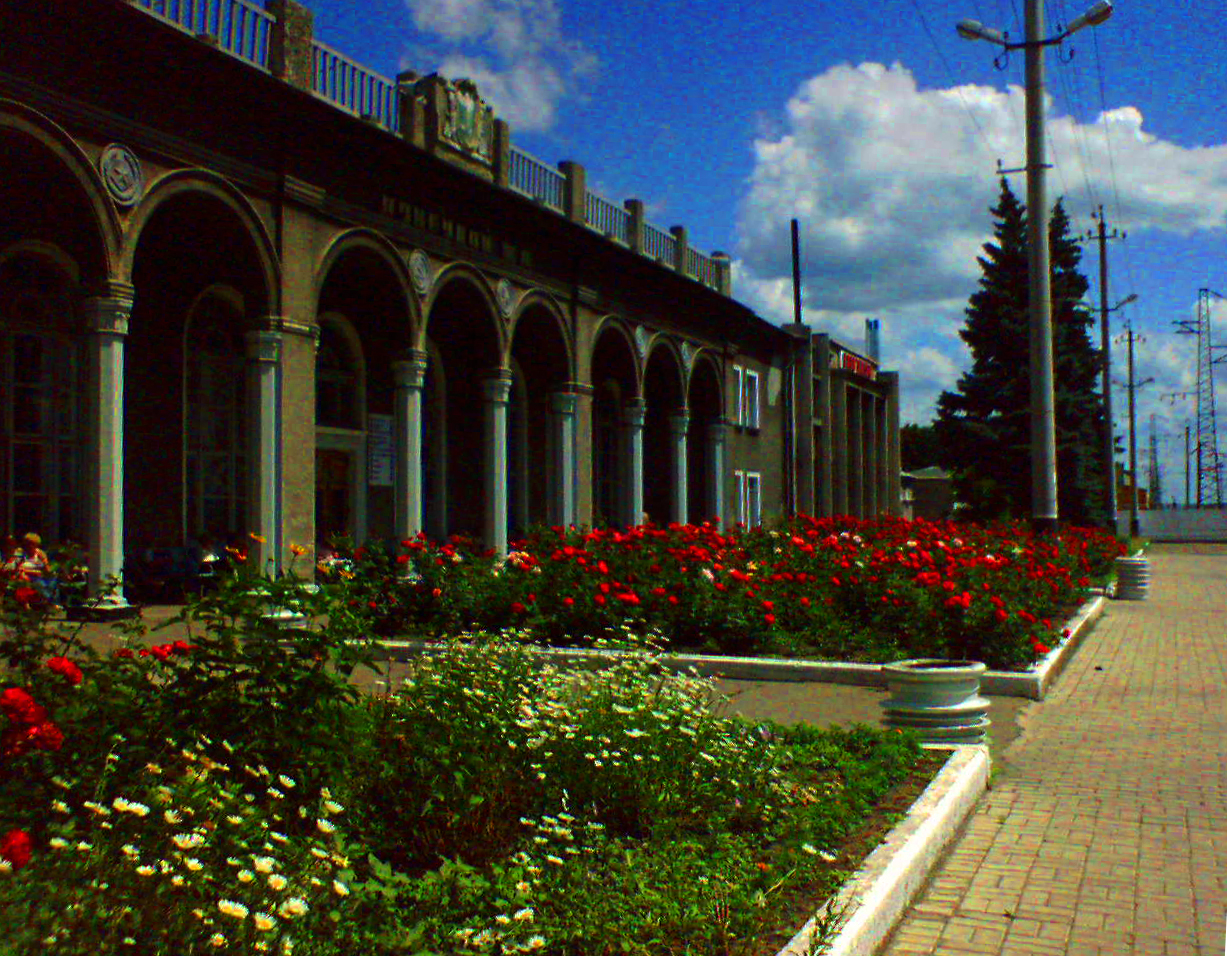
Вокзал станції Словянск до капітального ремонту у 2011—2012 роках)

До 1971 року Гілка обслуговувалась паровозом з трьома вагонами, згодом працювала двічі на рік — 1 травня та 7 листопада — доставляла жителів до проведення парадів на головній площі міста. Залізниця організовувала подачу спецсоставів до Міської, у вигляді секцій звичайного електропоїзда Ср-3 під тягою тепловозу ЧМЕ3.
У 1979 році будівлю розширено добудовою бічних крил. У 2012 році будівлю вокзалу реконструйовано за проєктом бюра О. Валентирова.
28 травня 2025 року, вранці, російські окупанти здійснили обстріл Слов'янська, внаслідок якого була пошкоджена контактна мережа, уламками FPV-дрона пошкоджені вікна у будівлі вокзалу та вагоні електропоїзда.

## Пасажирське сполучення
На станції Слов'янськ зупиняються пасажирські та приміські поїзди.
З 26 березня 2017 року «Укрзалізниця» призначала новий приміський електропоїзд сполученням Слов'янськ — Покровськ, який прямував через станції Дубове, Лозова, Павлоград I, Павлоград II, Петропавлівка, що сполучає Донецьку, Харківську та Дніпропетровську області.

## Галерея

Вокзал станції Слов'янськ
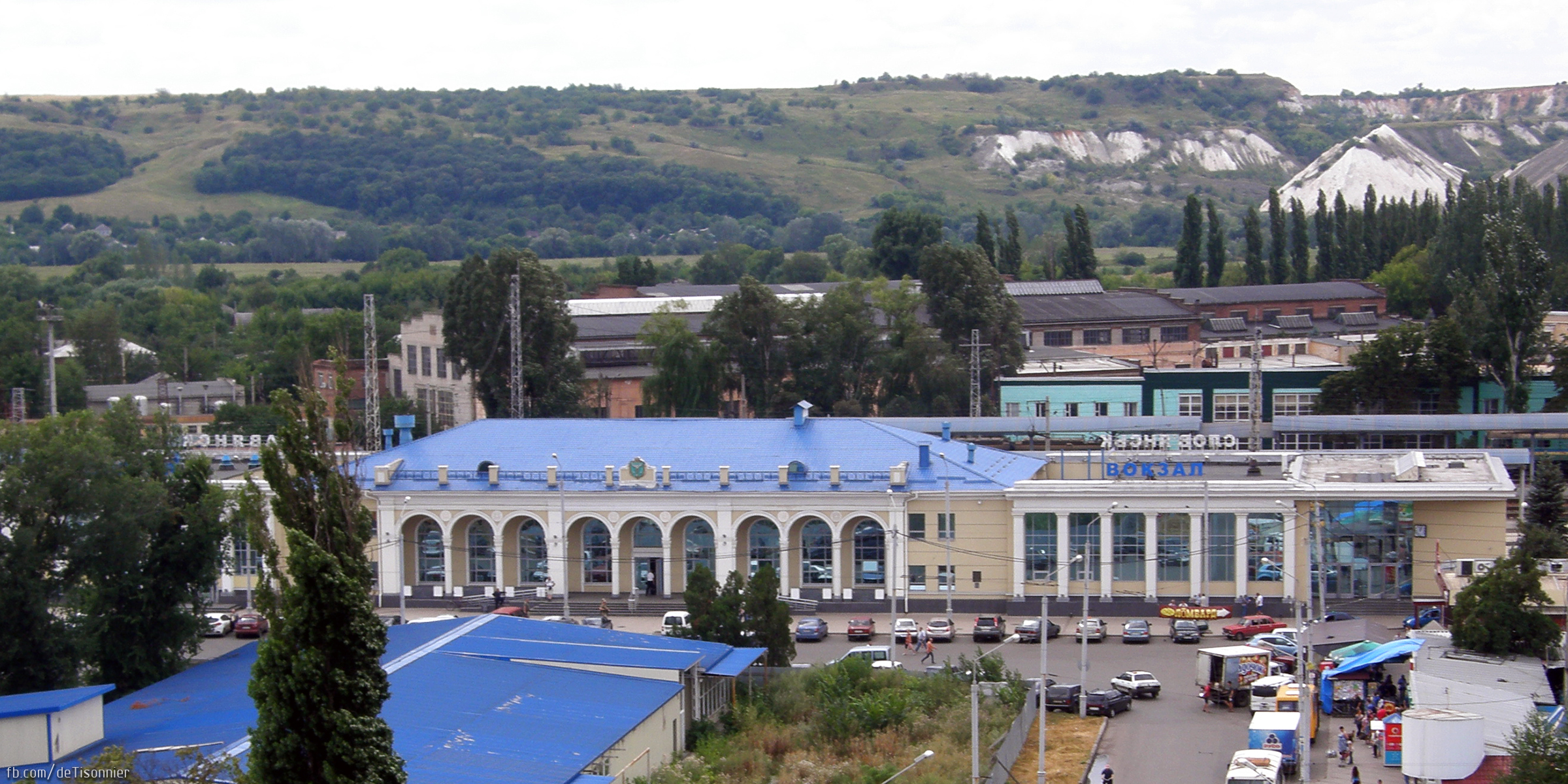
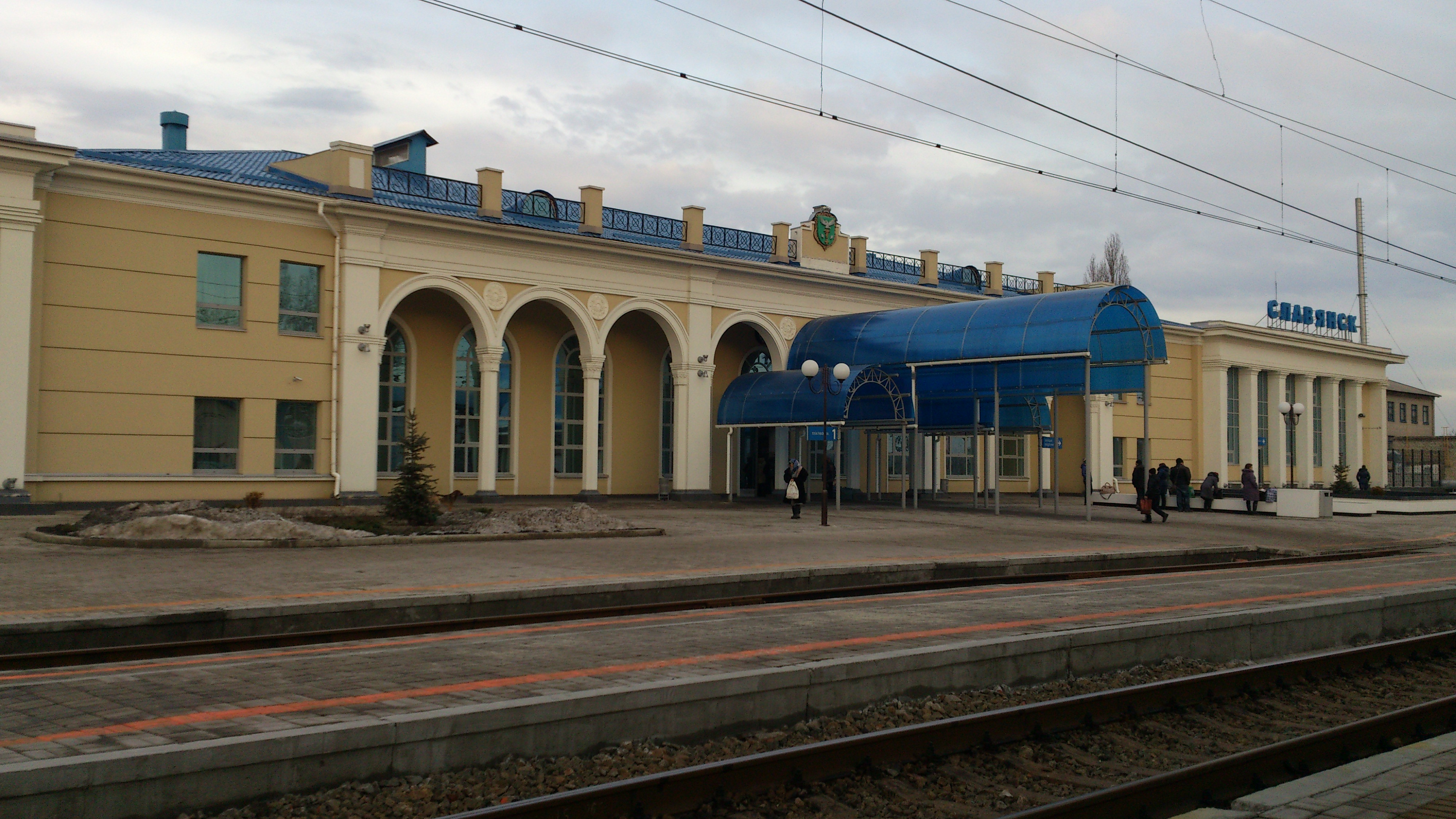
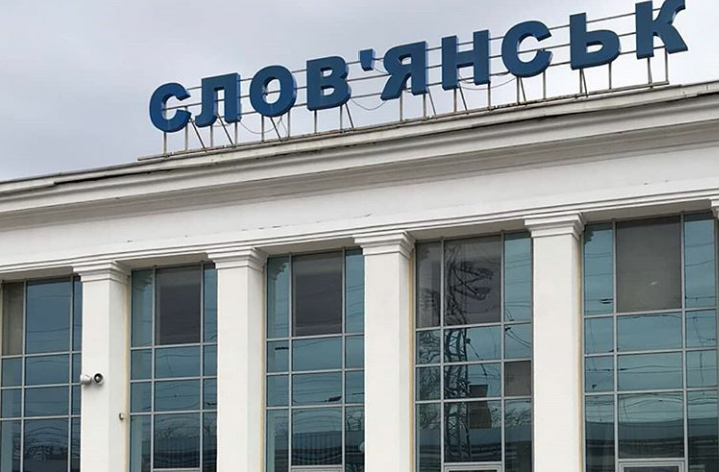
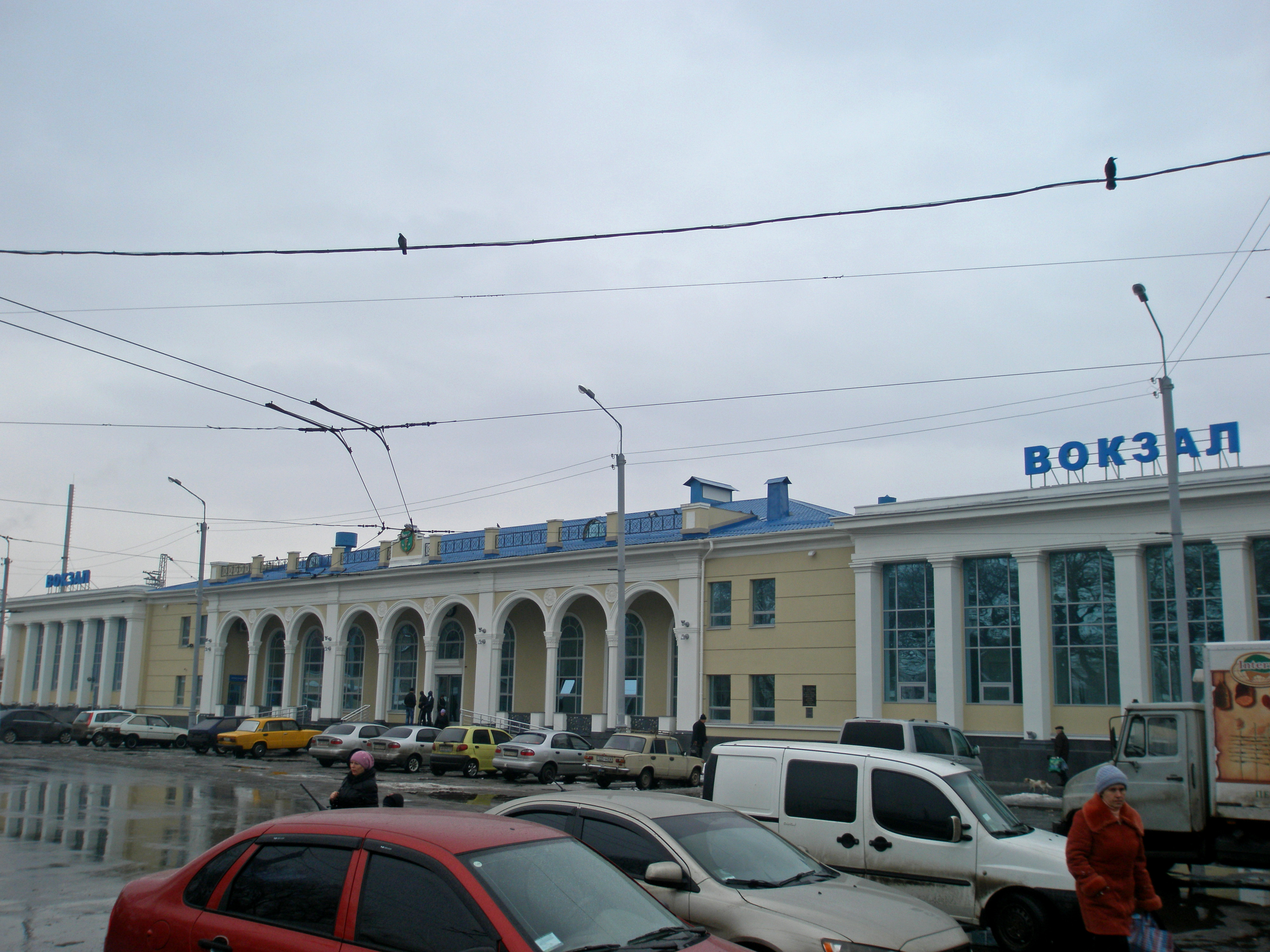
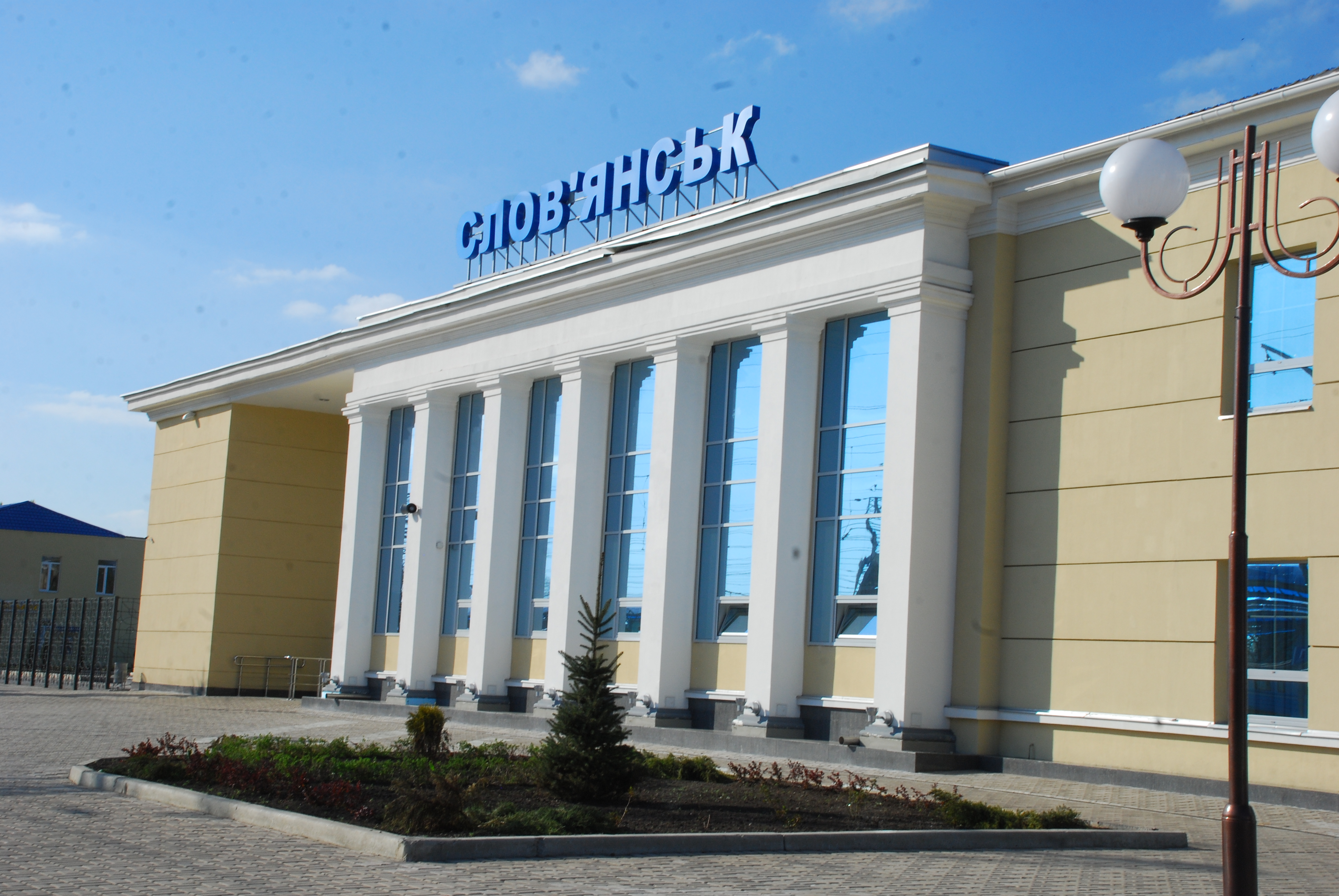
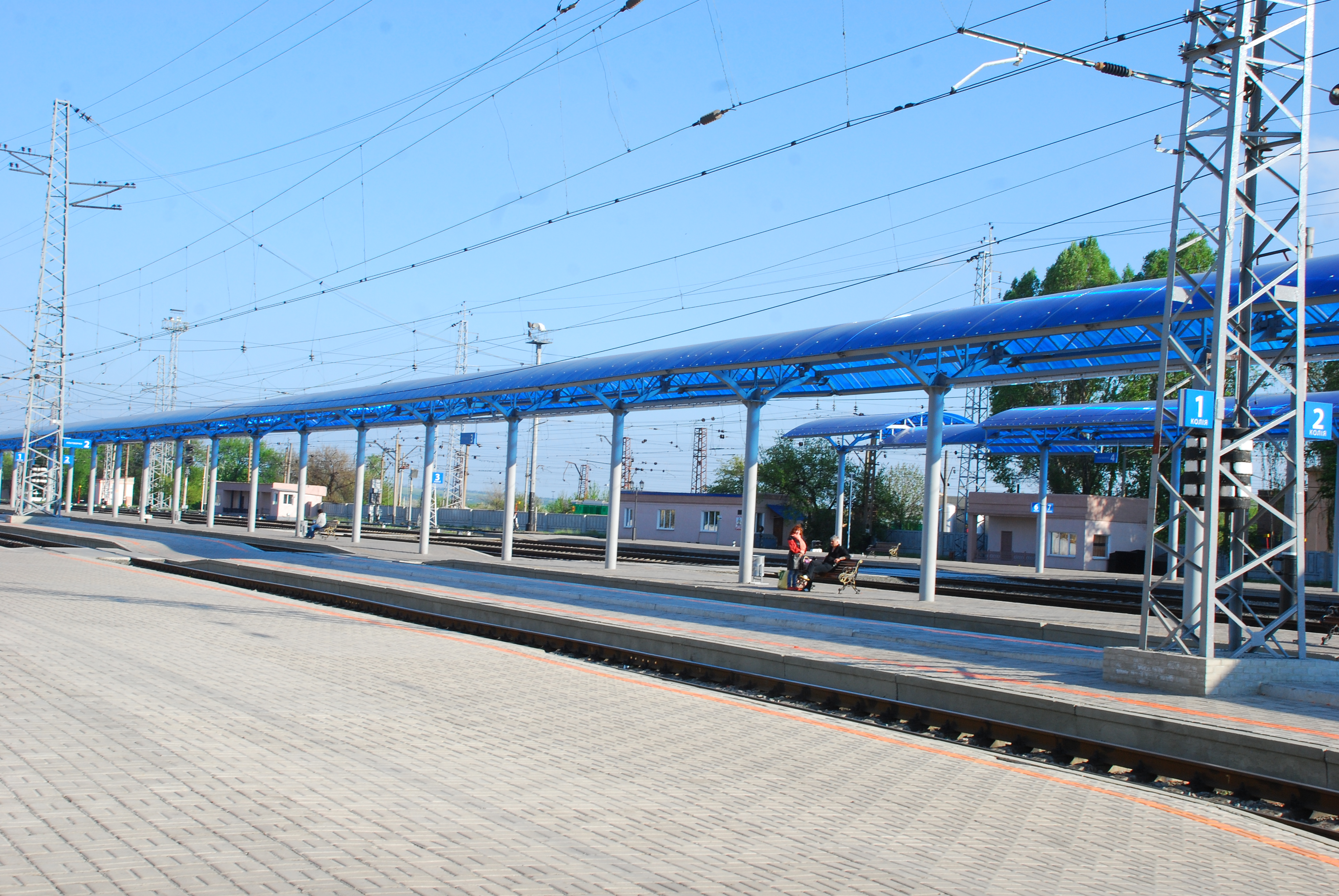
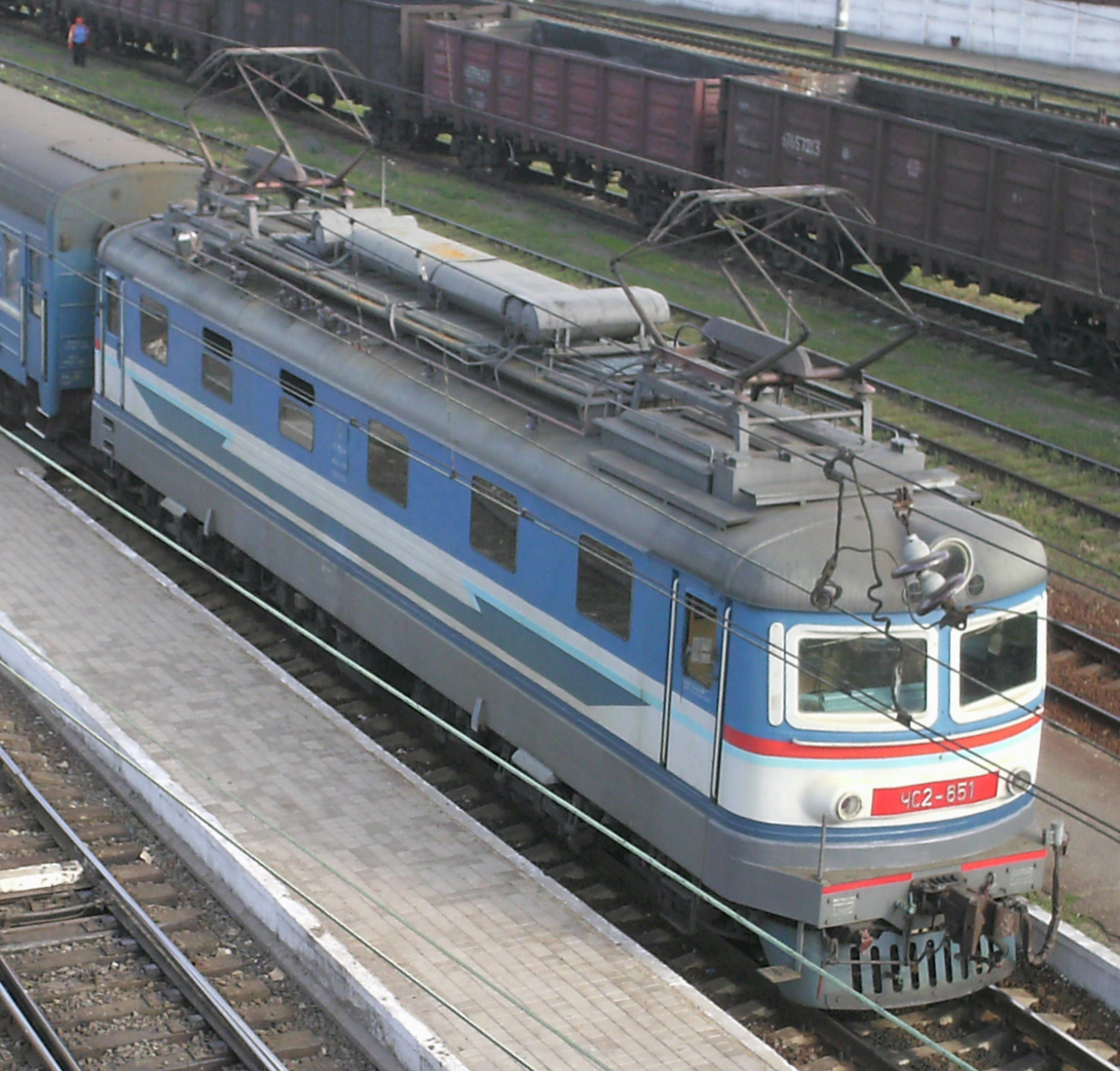